# Evangelische Kirche (Kleinseelheim)

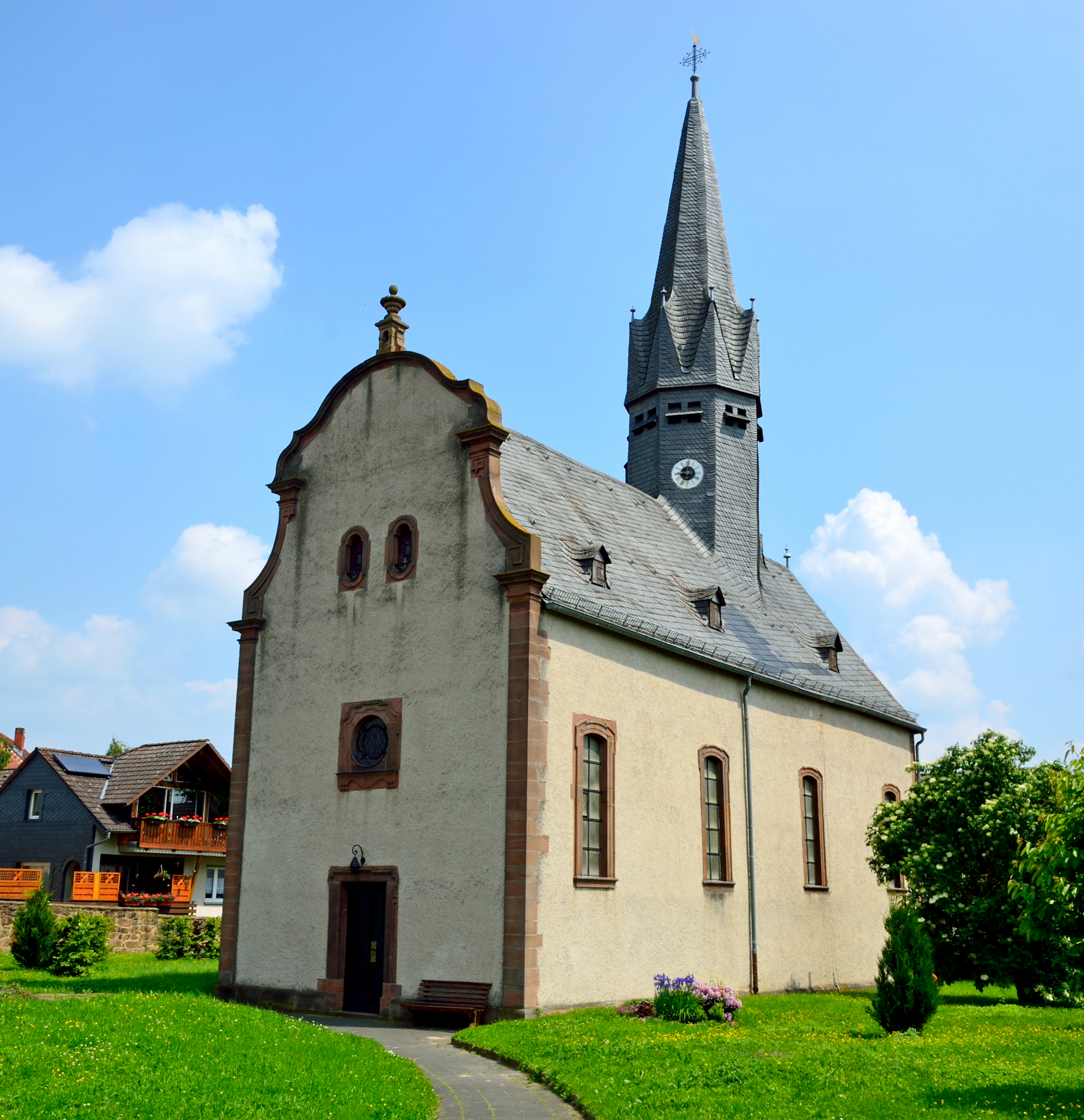
Kirche von Südwesten

Die Evangelische Kirche in Kleinseelheim in der Gemeinde Kirchhain im Landkreis Marburg-Biedenkopf (Hessen) ist ein denkmalgeschütztes Kirchengebäude. Die barocke Saalkirche mit achtseitigem Dachreiter, dreiseitigem Chor im Osten und neobarocker Westfassade wurde im Jahr 1665 unter Einbeziehung von Resten der spätmittelalterlichen Vorgängerkirche errichtet und im Jahr 1905 um ein Drittel erweitert.

## Geschichte

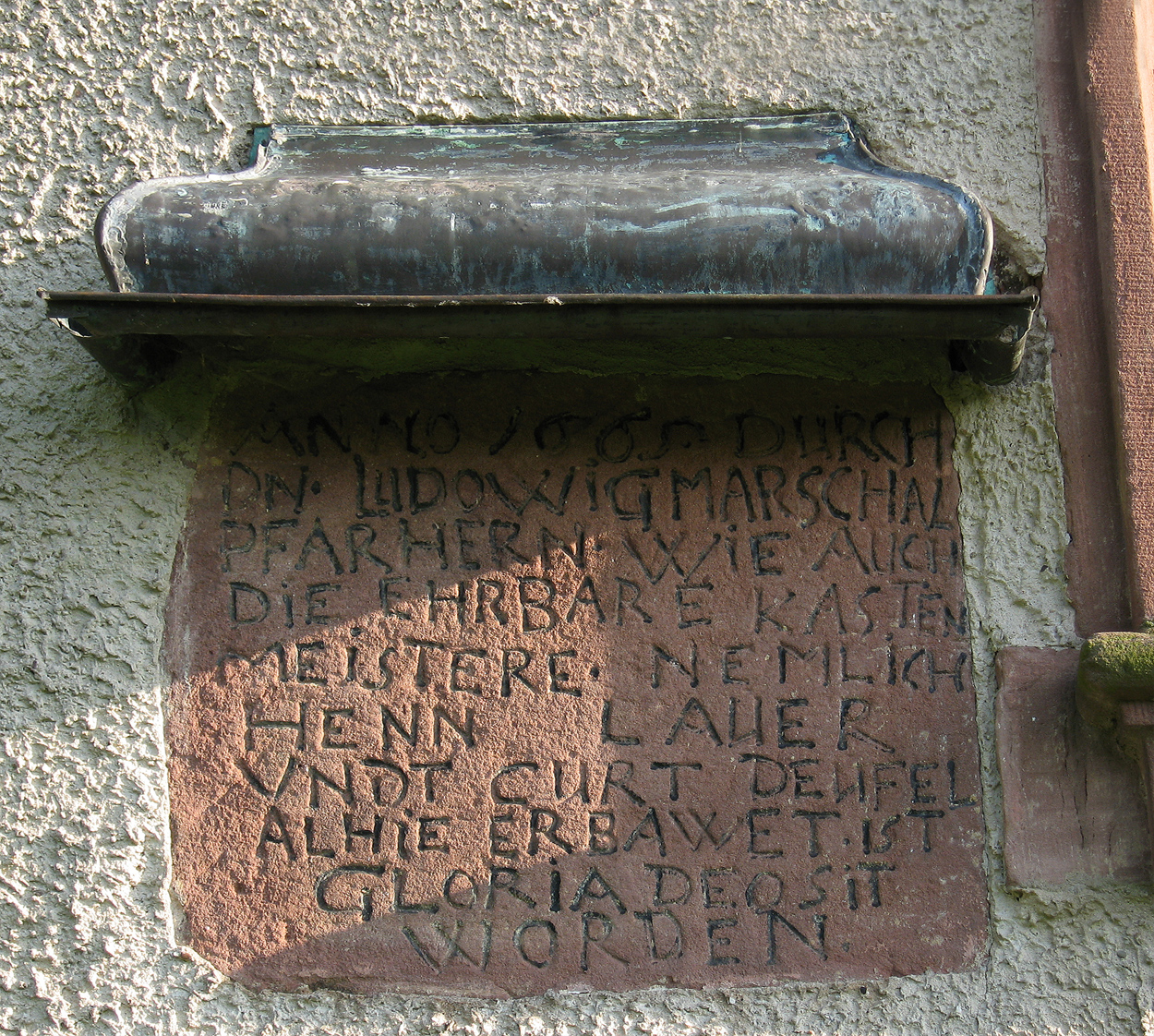
Bauinschrift von 1665

Auf die Existenz einer Kirche (ecclesia) in Kleinseelheim kann durch ein Dokument aus dem Jahr 1296 geschlossen werden, in dem die von Bicken dem Marburger Deutschen Orden das Patronatsrecht übertrugen, das sie selbst aber wohl gar nicht ausgeübt hatten. Erst für 1350 ist eine Pastorei sicher bezeugt. Die Kirche war Jakobus dem Älteren, dem Schutzpatron der Pilger, geweiht. Kleinseelheim lag nahe an der Brabanter Straße, einer Altstraße, die die Messestädte Köln und Leipzig verband. Im späten Mittelalter war Kleinseelheim Filiale von Großseelheim und unterstand der Sendkirche und dem Dekanat Amöneburg im Erzbistum Mainz. Zur Pfarrei Großseelbach gehörte neben Kleinseelheim noch Schönbach.
Im Jahr 1524 war Johan von Fleckenbühl Pfarrer. Mit Einführung der Reformation ab dem Jahr 1527 wechselte die Kirchengemeinde zum evangelisch-lutherischen Bekenntnis. Da der Deutsche Orden das umfangreiche Pfarrgut beanspruchte, verpflichtete sich die Gemeinde 1532 einen Geistlichen anzustellen, der alle zwei Wochen eine Messe lesen sollte. 1577 ist der Ort Filiale von Großseelheim. Im Jahr 1605 wurde die Gemeinde reformiert, um 1624 wieder lutherisch zu werden (vgl. Konfessionsverhältnisse in der Landgrafschaft Hessen-Kassel).
Die mittelalterliche Kirche wurde 1665 zum großen Teil erneuert. Ältere Mauerreste im mittleren Bereich wurden einbezogen, der Chor und der westliche Teil neu errichtet. Die alte Mensaplatte wurde in der Friedhofsmauer hinter der Kirche eingemauert und ist erhalten. Möglicherweise erfolgte der Choranbau 1691/1692.
Eine Erweiterung der Kirche in westliche Richtung um ein Drittel und Umgestaltung des Inneren folgte im Jahr 1905 unter dem Architekten August Dauber. Im Jahr 1962 erhielt die Kirche einen grauen Innenanstrich. Eine sechsjährige Innen- und Außenrenovierung fand am 2. Oktober 1988 ihren Abschluss. Sie umfasste die Sanierung schadhafter Dachbalken und der Außenfassade, die Neueinschieferung von Turm und Kirchendach, einen Heizungseinbau und eine Innenrenovierung, die die farbliche Fassung von 1905 wiederherstellte.
Das Kirchspiel bestand bis 2011 aus den Dörfern Großseelheim, Kleinseelheim und Schönbach. Seit 2012 gehört Kleinseelheim zur Kirchengemeinde Großseelheim im Kirchenkreis Kirchhain der Evangelischen Kirche von Kurhessen-Waldeck.

## Architektur

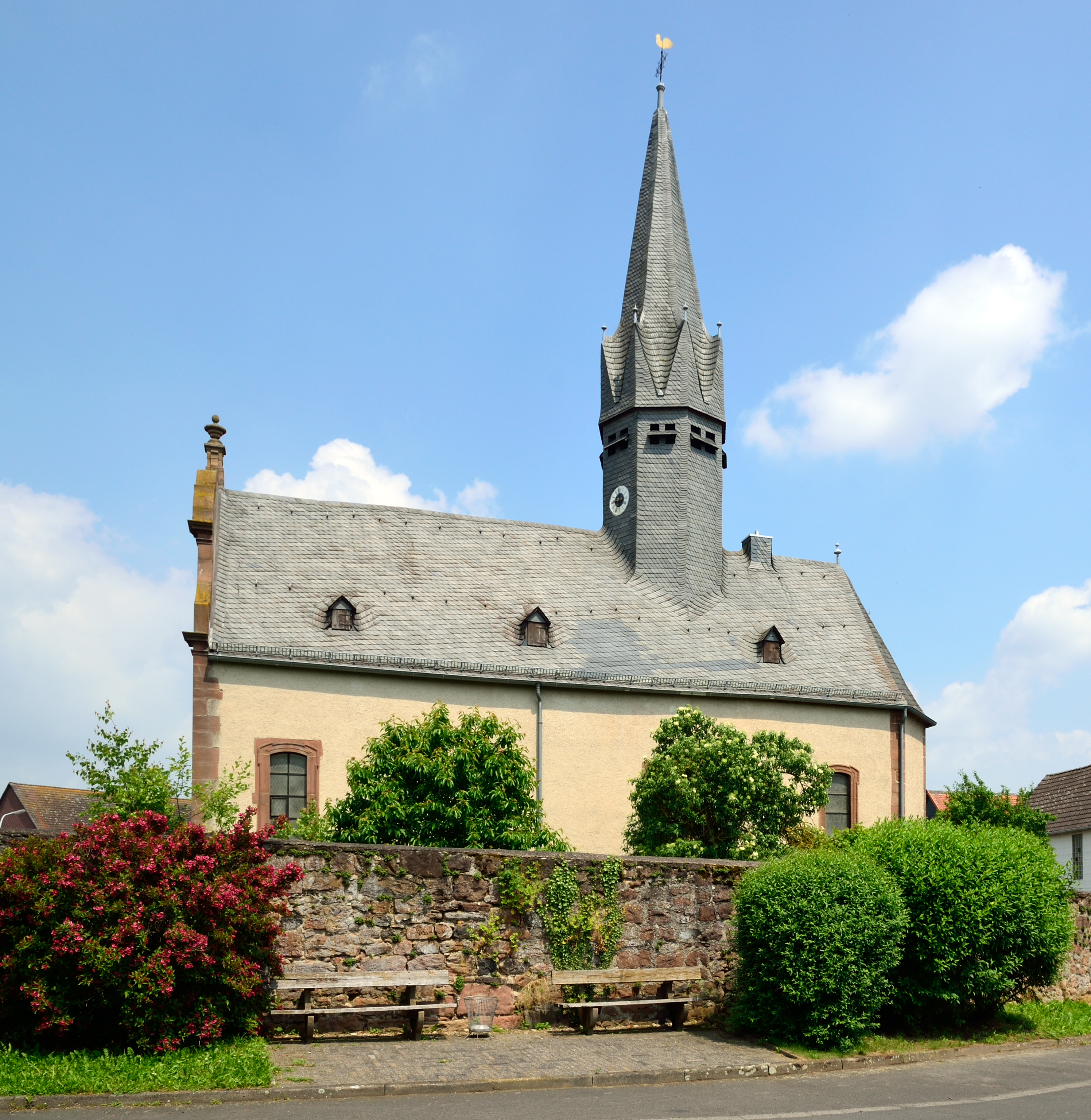
Ansicht von Süden

Die geostete Saalkirche ist am südöstlichen Ortsrand errichtet. Dem verschieferten Satteldach sind im Süden drei und im Norden vier kleine Gauben aufgesetzt. Östlich der Mitte trägt es einen hohen, oktogonalen, verschieferten Dachreiter, der noch spätgotische Formen aufweist. An den acht Seiten des Schaftes sind je zwei kleine rechteckige Schallöffnungen für das Geläut eingelassen. In westliche Richtung weisen die beiden Zifferblätter der Turmuhr. Aus acht steilen Giebelchen mit kleinen Spitzen entwickelt sich der Spitzhelm, der von Turmknauf, Kreuz und vergoldetem Wetterhahn aus Kupferblech bekrönt wird. Das Mauerwerk ist außen weiß verputzt, wobei Gewände, Eckquaderungen und der Abschluss des Westgiebels aus rotem Sandstein ausgespart sind. Die barocke Kirche erhielt durch die Erweiterung zu Beginn des 20. Jahrhunderts ein neobarockes Gepräge, das besonders in dem geschwungenen Westgiebel sichtbar wird. Drei Fenster mit Glasmalerei stammen aus dieser Zeit des Umbaus 1905. Ein Fenster im Altarbereich zeigt die Taufe Jesu, das andere Christi Himmelfahrt. Das Rundfenster über dem Westportal zeigt Christus als den guten Hirten mit Hirtenstab und erhobener Hand zum Segensgruß.
Die Kirche wird durch ein Westportal aus der Zeit um 1720 erschlossen und an den Langseiten durch je vier hochrechteckige Fenster mit Stichbogen belichtet. Der historische Beschlag am Türschloss ist mit Engeln und Rocaillen kunstvoll verziert. Im westlichen Giebelbereich sind über dem Rundfenster zwei kleine ovale Fenster eingelassen. An der Südwand sind unter der Putzschicht rundbogige romanische Fenster erhalten. Ein rundbogiges Nordportal mit doppeltem Taustab ist vermauert, ebenso das Ostfenster. Ansonsten ist der dreiseitige Chor fensterlos. Ein großer, braun-weiß marmoriert bemalter Rundbogen mit vorkragender Kämpferplatte öffnet den Chor zum Schiff.
Eine überdachte Sandsteintafel am westlichen Fenster in der Nordwand trägt eine Bauinschrift: „ANNO 1665 DURCH DN LUDOWIG MARSCHAL PFARHERN WIE AUCH DIE EHRBARE KASTEN MEISTERE NEMLICH HENN LAUER UNDT CURT DEUFEL ALHIE ERBAWET IST GLORIA DEO SIT WORDEN“.
Auf dem Friedhof, dessen Portale in der Bruchsteinmauer 1722 und 1726 erneuert wurden, stehen barocke Grabsteine mit teils bemerkenswerten alten Symbolen. Ein Grabstein aus Rotsandstein von 1665 trägt über einem großen Tatzenkreuz einen Sechsstern, ein Nagelherz und eine Lebensspirale. Auf den übrigen vier Grabsteinen, die aus den Jahren 1681 bis 1710 stammen, sind über den Inschriften jeweils Reliefs angebracht, die die „Familie unterm Kreuz“ darstellen. In diesem für Oberhessen typischen Bildmotiv sind zu beiden Seiten des zentralen Kruzifixes nach Geschlecht getrennt die Eheleute und sämtliche ihrer (lebenden und bereits verstorbenen) Kinder in der Reihenfolge ihres Alters in Gebetshaltung stehend oder kniend in Trauerkleidung aufgereiht. Dabei sind die männlichen Familienmitglieder auf der Seite postiert, zu der der Gekreuzigte sein Haupt neigt. Kinder, die bereits im Säuglingsalter verstorben sind, liegen zu Füßen der übrigen Figuren.

## Ausstattung

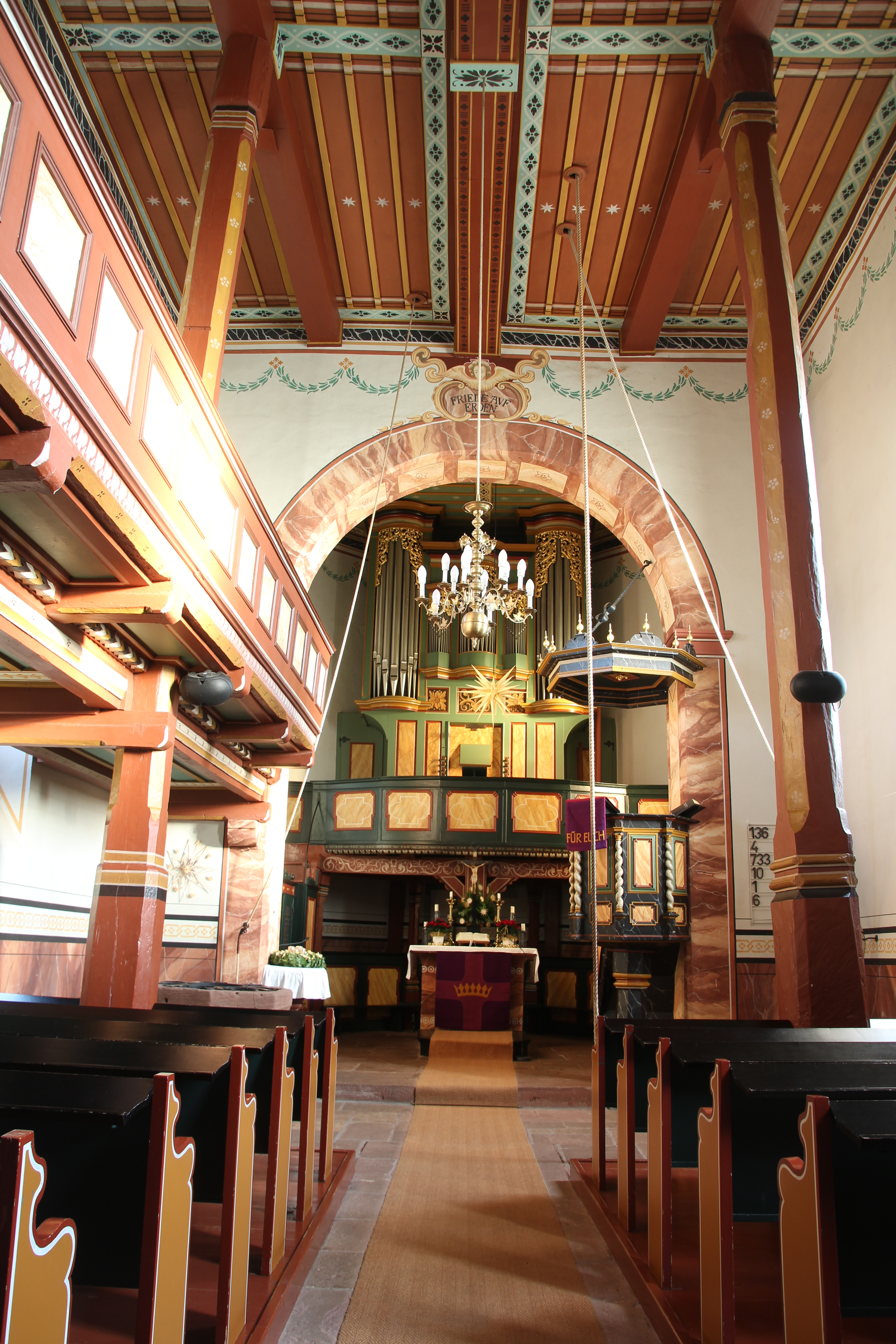
Innenraum Richtung Osten

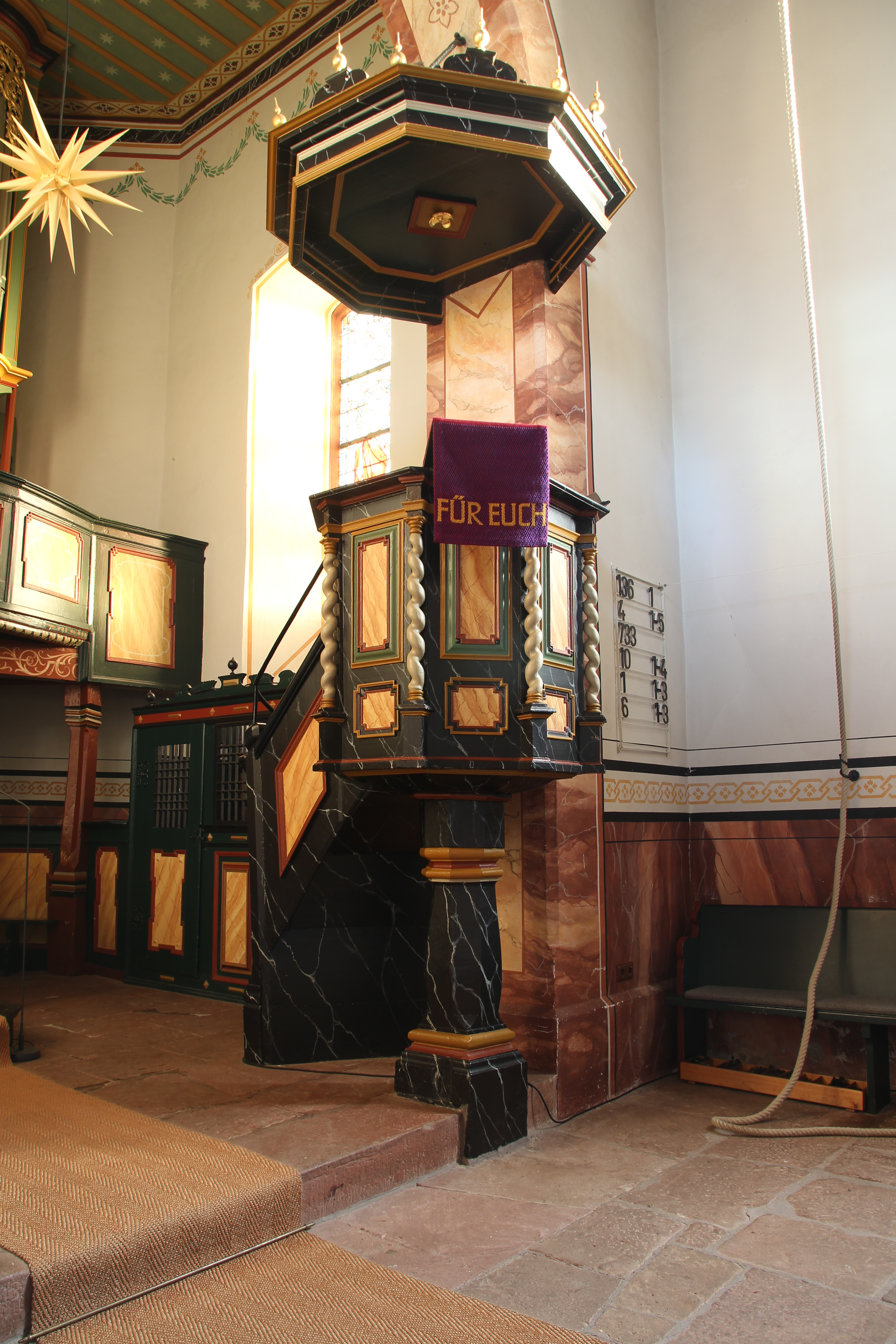
Barockkanzel von 1679, rechts ein Glockenseil

Der Innenraum des Schiffs wird von einer flachen Holzbalkendecke abgeschlossen, die auf einem Längsunterzug ruht. Zwei schlanke Säulen mit Bügen vor dem Chorbogen stützen den Dachreiter. Die hölzerne Flachdecke im Chor ist mit Sternen bemalt. Der Fußboden ist mit Platten aus Rotsandstein belegt. Im Bereich des Kirchengestühls befinden sich Holzdielen. Eine hölzerne Winkelempore mit kassettierten Füllungen ist an der West- und Nordseite des Schiffs eingebaut. Sie ruht auf viereckigen Pfosten mit Fasen und Bügen. Die Orgel hat ihren Aufstellungsort auf der konvexen Ostempore im Chor gefunden.
Ältestes Inventarstück ist das gotische Taufbecken aus dem 15. Jahrhundert, das im Zuge der Renovierung in den 1980er Jahren wieder in der Kirche aufgestellt wurde, nachdem es lange vor der Kirche stand. Das achtseitige, pokalförmige Becken ist aus rotem Sandstein gefertigt.
Kanzel, Altarkreuz und der große Teil des Kirchengestühls stammen aus dem Jahr 1679. Die hölzerne, polygonale Kanzel hat an den Ecken gedrehte Freisäulen. Der Kanzelkorb am Südpfeiler des Chorbogens ruht auf einem achteckigen Pfosten mit würfelförmiger Basis. Der Schalldeckel wird von vergoldeten Spitzen verziert. Das hölzerne Gestühl hat geschwungene Wangen und lässt einen Mittelgang frei. Die beiden Pfarrstühle im Chor wurden 1679 und 1905 gefertigt.
Eine Besonderheit ist, dass das Geläut noch von Hand betrieben wird. Aus statischen Gründen ist der elektrische Betrieb des Dreiergeläuts durch einen Motor nicht möglich. Mittels langer Glockenseile, die bis auf den Boden des Kirchenraums herunterhängen, werden die drei Glocken täglich zweimal (10.00 und 17.00 Uhr) geläutet.
Die große Glocke (Schlagton b) wurde 1723 von Johann Christoph und Johannes Schirnbein von Marburg gegossen. Die mittlere Glocke (Schlagton d) wurde 1953 von den Gebrüdern Rincker in Sinn gegossen. Die kleine Glocke (Schlagton es) kam nach dem Zweiten Weltkrieg als Ersatz vom Glockenfriedhof nach Kleinseelheim. Sie stammt ursprünglich aus Machlin im Landkreis Deutsch Krone und wurde 1566 von Joachim Karstede in Stargard (Pommern) gegossen.

## Orgel

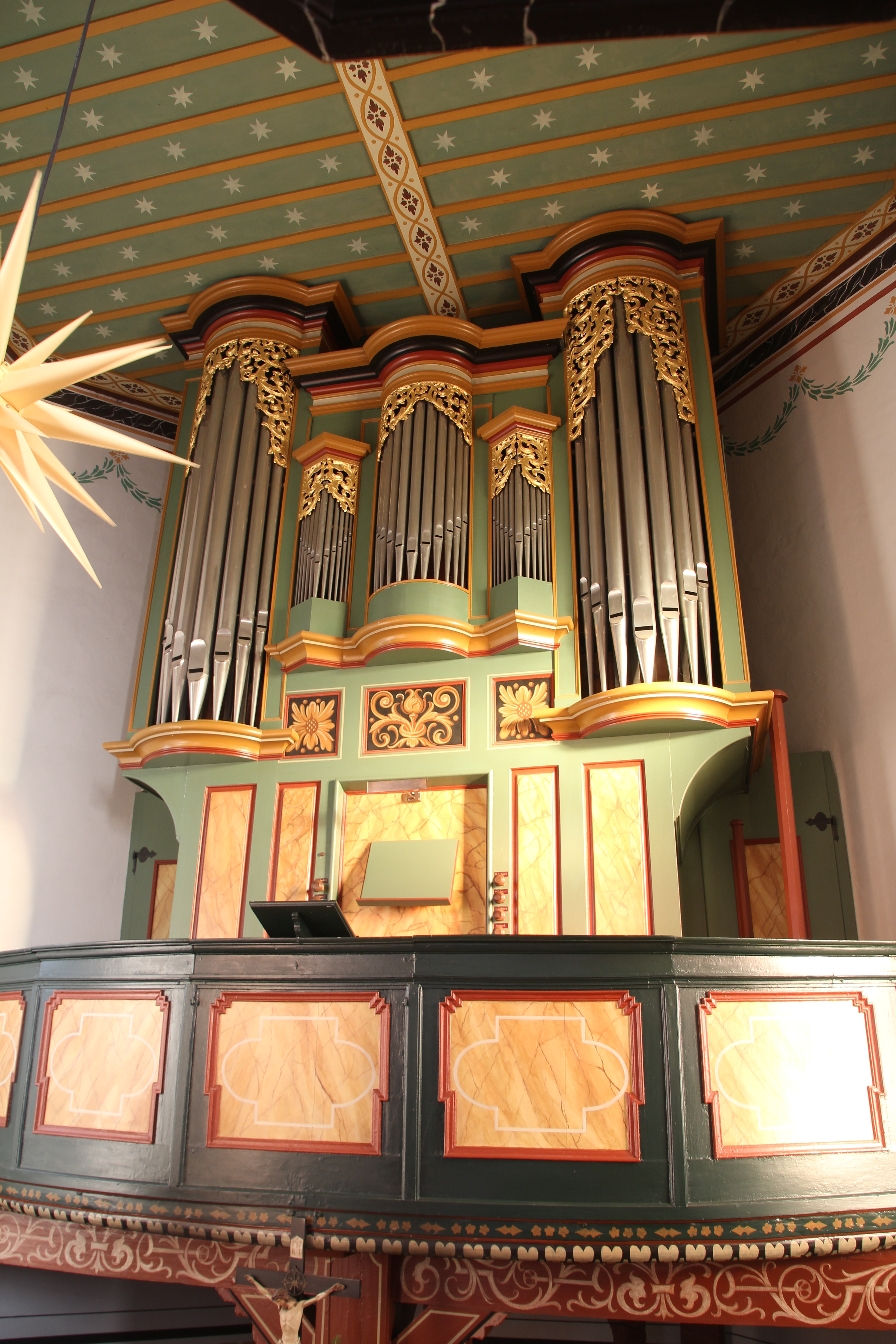
Heinemann-Orgel von 1758

Johann Andreas Heinemann baute im Jahr 1758 eine Orgel mit zehn Registern, verteilt auf einem Manual und Pedal. Im Jahr 1846 erfolgte ein Umbau durch Peter Dickel. Von ihm ist die Gamba 8′ erhalten. Die Prospektpfeifen wurden 1917 für Kriegszwecke abgeliefert. Um 1950 nahm Werner Bosch Orgelbau Arbeiten vor und ersetzte die Mixtur. Gerald Woehl restaurierte das Instrument und rekonstruierte die verlorenen Prospektpfeifen, die Quinte und die Mixtur. Sieben Register von Heinemann sind erhalten.
| I Manual C–c3 |       |
| Principal     | 8′    |
| Gedackt       | 8′    |
| Gamba         | 8′    |
| Octave        | 4′    |
| Spitzflöte    | 4′    |
| Quinte        | 2 ⁄3′ |
| Octave        | 2′    |
| Flöte         | 2′    |
| Mixtur IV     |       |

| Pedal C–c1 |     |
| Subbass    | 16′ |
| Oktavbass  | 8′  |

- Koppeln: I/P